# Kooltje-vuur
Kooltje-vuur (Adonis flammea) is een eenjarige plant uit de ranonkelfamilie (Ranunculaceae) afkomstig uit Midden- en Zuid-Europa en West-Azië.

## Naamgeving enetymologie
- Synoniemen: Adonis anomala Wallr., Adonis caudata Steven, Adonis flammea proles involucrata Pons ex Rouy & Foucaud
- Frans: Adonis flamme, Adonis couleur de feu, Goutte-de-sang rouge vif
- Duits: Flammen-Adonisröschen, Scharlach-Adonis, Brennendes Teufelsauge, Brennendes Adonisröschen

Adonis is vernoemd naar de Griekse god Adonis. De soortaanduiding flammea is Latijn voor 'vlammend' of 'vurig'.

## Kenmerken
Kooltje-vuur is een lage, eenjarige, kruidachtige plant met een tot 50 cm hoge, meestal vertakte, onbehaarde stengel, en verspreid staande, drievoudig geveerde stengelbladeren met zeer fijne bladslipjes, de onderste zittend.

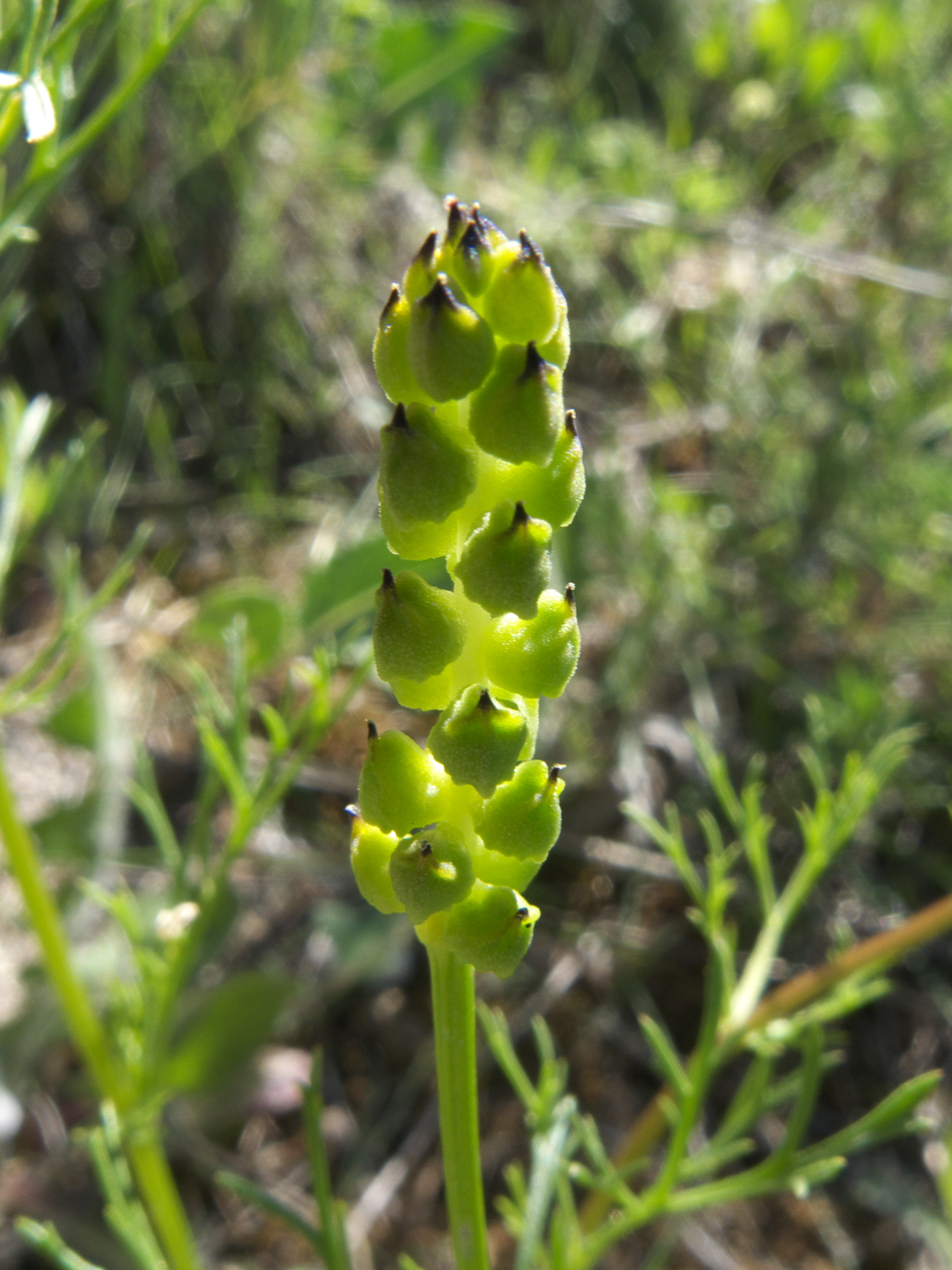
detail vrucht

De bloemen staan alleen aan de top van de bloemstengel, opgericht, zonder schutblaadjes, 20 tot 30 mm in doormeter, radiaal symmetrisch, diep komvormig, met behaarde kelkblaadjes (in tegenstelling tot die van de zomeradonis) en meestal 3 tot 8 bloedrode tot purperen, aan de top afgeronde kroonbladen met een vlek aan de basis. De bloem bezit talrijke paarse meeldraden. De vrucht is een cilindrisch hoofdje met tientallen spiraalsgewijs ingeplante, kogelvormige dopvruchtjes met een zwarte snavel.
De plant bloeit van mei tot augustus.

## Habitaten verspreiding
Kooltje-vuur is een thermofiele soort; hij groeit voornamelijk op warme, zonnige plaatsen op kalkrijke rotsbodem.
Hij komt voor in Midden- en Zuid-Europa en Zuidwest-Azië, van Frankrijk en Noord-Spanje in het westen tot Sicilië, Egypte en Klein-Azië in het zuiden en de Kaukasus en Noord-Iran in het oosten.

## Verwante en gelijkende soorten
Kooltje-vuur kan van andere Adonis-soorten onderscheiden worden door de bloedrode kleur van de bloemen in combinatie met de behaarde kelk en de nootjes met een zwarte snavel.